# 부분노
부분노(扶芬奴, ?~?)는 고구려의 장수이다.

## 생애
고구려의 건국에 공을 세우며, 기원전 32년에는 오이와 함께 행인국을 정벌한 후 기원전 9년에는 고구려를 자주 공격하던 선비족을 유인책을 통해서 토벌했다. 유리명왕은 상으로 그에게 식읍을 주려 했지만 그는 이를 거절하고 대신 황금 30근과 말 10필을 받았다.

## 부분노가 등장하는 작품
- 《주몽》(MBC, 2006년~2007년, 배우:박경환)